# Vitesse in het seizoen 1944/45
Vitesse speelde in het seizoen 1944/1945 alleen oefenwedstrijden. Door de Tweede Wereldoorlog was er dit seizoen geen competitie of bekertoernooi.

## Samenvatting
Tijdens de Tweede Wereldoorlog werd er in september 1944 in en rondom Arnhem zwaar gevochten door de Operatie Market Garden; de Arnhemse bevolking werd geëvacueerd. Sport in de open lucht werd in heel Nederland verboden, er was daardoor dus geen competitie of bekertoernooi. Vitesse speelde dit seizoen alleen enkele oefenwedstrijden, in de periode voor aanvang van de gevechtshandelingen.
Duitsers huisvestten zich op het terrein van Vitesse, later werd dit overgenomen door Canadezen. Van het voetbalveld bleef weinig over, en kort na de bevrijding brandde het clubhuis af. De schade werd in de jaren na de bevrijding hersteld, waarbij een nieuw clubhuis in mei 1947 in gebruik zou worden genomen.

## Selectie
De volgende spelers hebben minimaal één (oefen)wedstrijd gespeeld in het seizoen 1944/'45:
| - Sjaak Alberts - Piet van Asselt - Jef Dorpmans - Johan Haselhorst | - Jan Horrée - John Iking - Bertus de Kat Angelino - Kees Meeuwsen | - Johan Ricken - Eddy Roebers - Arie Schoorl - Wim Steffen | - Jan van Voorst |

## Wedstrijden
Bron: Vitesse Statistieken
| Legenda    |
| ---------- |
| Winst      |
| Gelijkspel |
| Verlies    |

### Oefenwedstrijden
| Datum            | Thuis   | Uitslag   | Uit          | Doelpuntenmakers Vitesse      | Bijzonderheden                   |
| ---------------- | ------- | --------- | ------------ | ----------------------------- | -------------------------------- |
| 20 augustus 1944 | Vitesse | 2–2 (2–0) | Hermes DVS   | Dorpmans (2x; 1–0, 2–0)       | Toernooi in Dordrecht bij D.F.C. |
| 27 augustus 1944 | Vitesse | 4–3       | Heracles     | ?                             |                                  |
| 3 september 1944 | Vitesse | 2–2 (1–1) | HVV Tubantia | Schoorl (1–0), Dorpmans (2–1) |                                  |